# Hackelia besseyi
Hackelia besseyi är en strävbladig växtart som först beskrevs av Rydberg, och fick sitt nu gällande namn av J.L. Gentry. Hackelia besseyi ingår i släktet Hackelia och familjen strävbladiga växter. Inga underarter finns listade i Catalogue of Life.